# Condado de Pierce (Dakota del Norte)
El condado de Pierce (en inglés: Pierce County, North Dakota), fundado en 1887, es uno de los 53 condados del estado estadounidense de Dakota del Norte. En el año 2000 tenía una población de 4675 habitantes y una densidad poblacional de 2 personas por km². La sede del condado es Rugby.

## Geografía
Según la Oficina del Censo, el condado tiene un área total de 2802 km² (1081,9 mi²), de la cual 2637 km² (1018,1 mi²) es tierra y 565 km² (218,1 mi²) es agua.

### Condados adyacentes
- Condado de Rolette (norte)
- Condado de Towner (noreste)
- Condado de Benson (este)
- Condado de Wells (sureste)
- Condado de Sheridan (suroeste)
- Condado de McHenry (oeste)
- Condado de Bottineau (noroeste)

### Áreas protegidas nacionales
- Lago Buffalo Refugio Nacional de Vida Silvestre

## Demografía
En el 2000 la renta per cápita promedia del condado era de $26 524, y el ingreso promedio para una familia era de $34 412. El ingreso per cápita para el condado era de $14 055. En 2000 los hombres tenían un ingreso per cápita de $25 037 versus $16 946 para las mujeres. Alrededor del 12.50% de la población estaba bajo el umbral de pobreza nacional.
| 1890 | 1900 | 1910 | 1920 | 1930 | 1940 | 1950 | 1960 | 1970 | 1980 | 1990 | 2000 | Est. 2009 |
| ---- | ---- | ---- | ---- | ---- | ---- | ---- | ---- | ---- | ---- | ---- | ---- | --------- |
| 905  | 4765 | 9740 | 9283 | 9074 | 9208 | 8326 | 7394 | 6323 | 6166 | 5052 | 4675 | 3990      |

## Mayores autopistas
- U.S. Highway 2
- U.S. Highway 52
- Carretera de Dakota del Norte 3
- Carretera de Dakota del Norte 60
- Carretera de Dakota del Norte 17
- Carretera de Dakota del Norte 19

## Lugares

### Ciudades
- Balta
- Rugby
- Wolford

Nota: todas las comunidades incorporadas en Dakota del Norte se les llama "ciudades" independientemente de su tamaño

### Municipios
| - Alexanter - Antelope Lake - Balta - Elling - Elverum | - Hagel - Jefferson - Meyer - Ness - Reno Valley | - Rush Lake - Torgerson - Truman - Tuscarora - White |

### Territorios no organizados
- Central Pierce
- North Pierce
- South Pierce